# 呼人神社

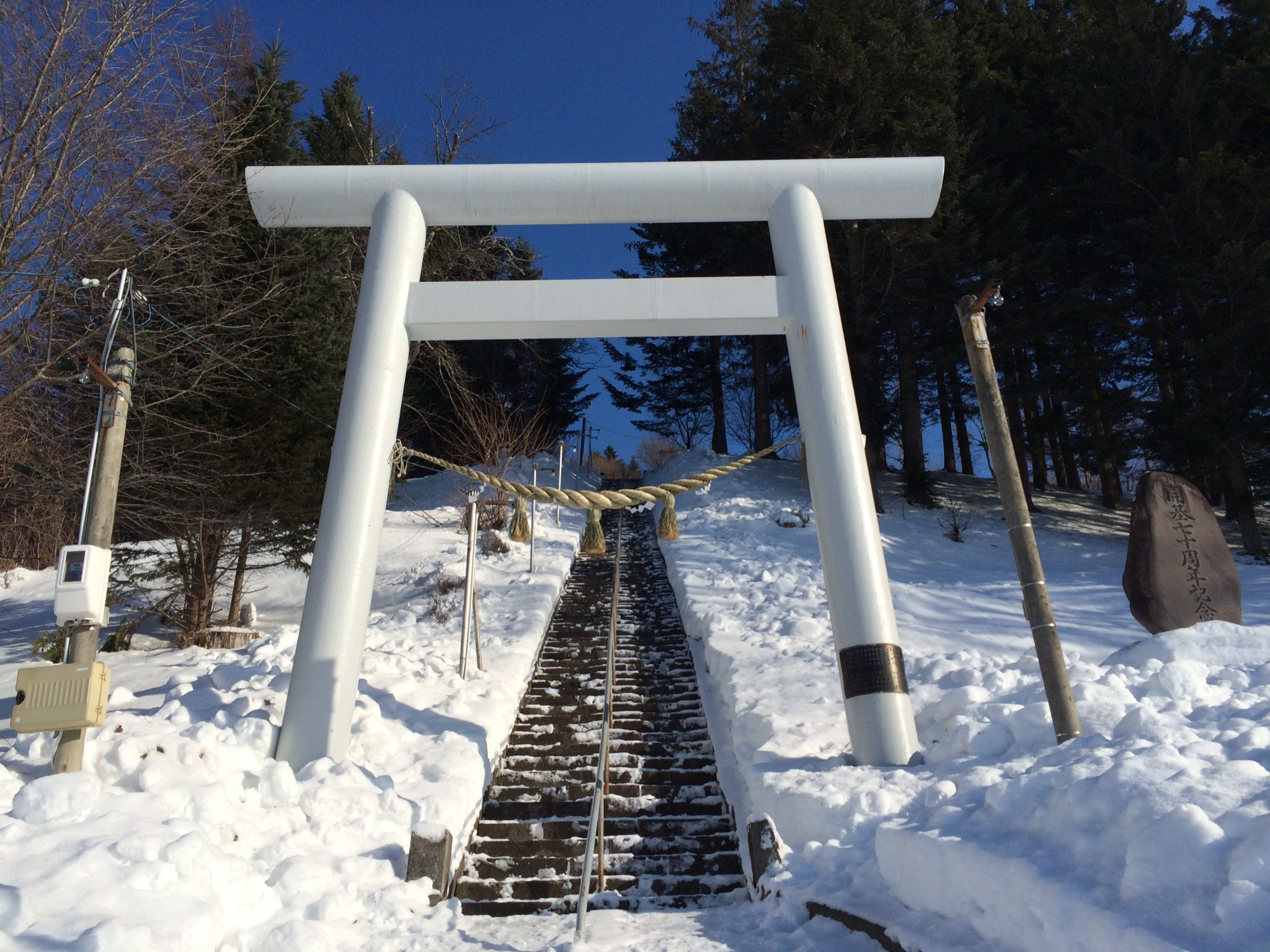
参道から見た鳥居

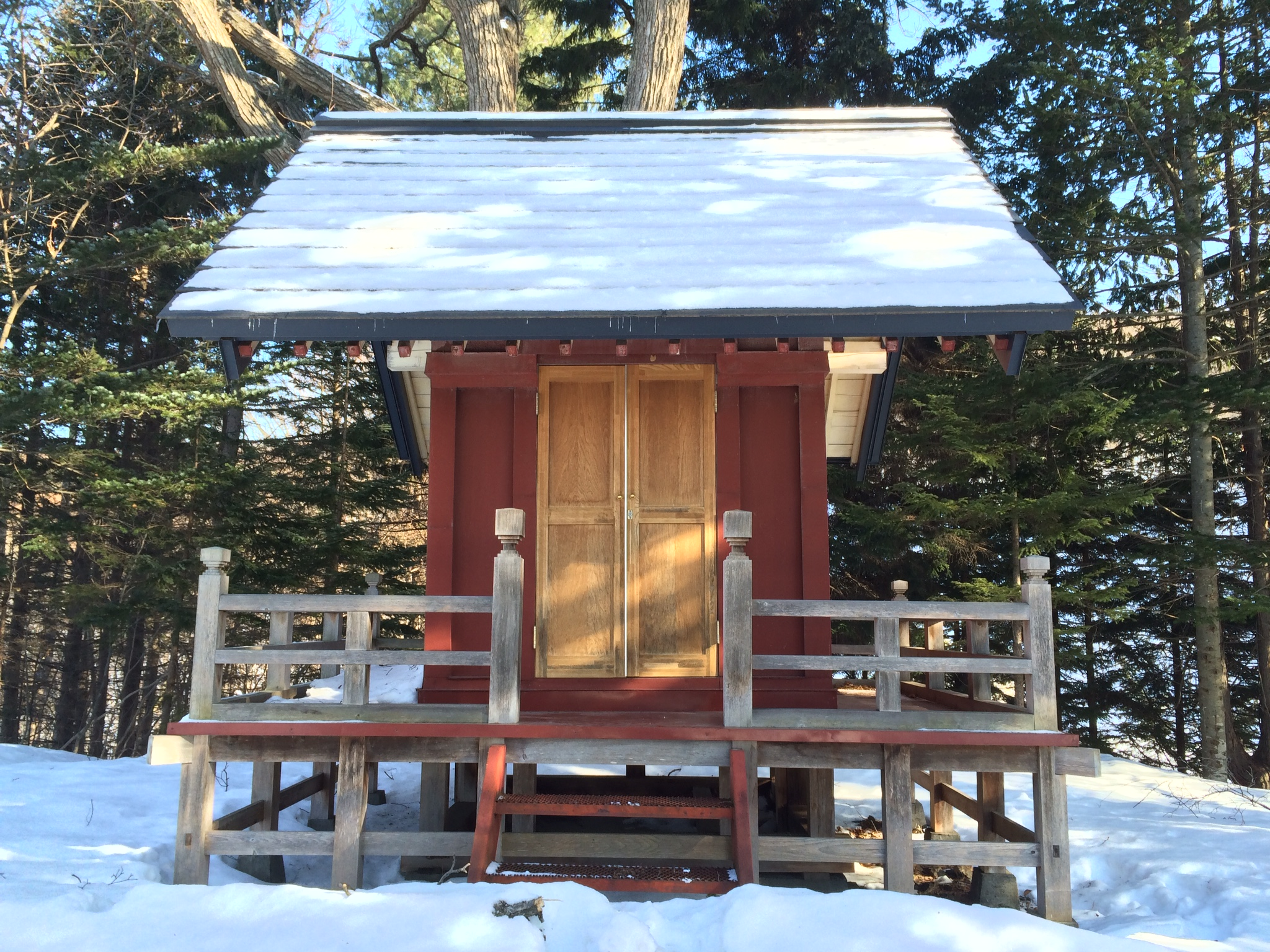
本殿奥にある社

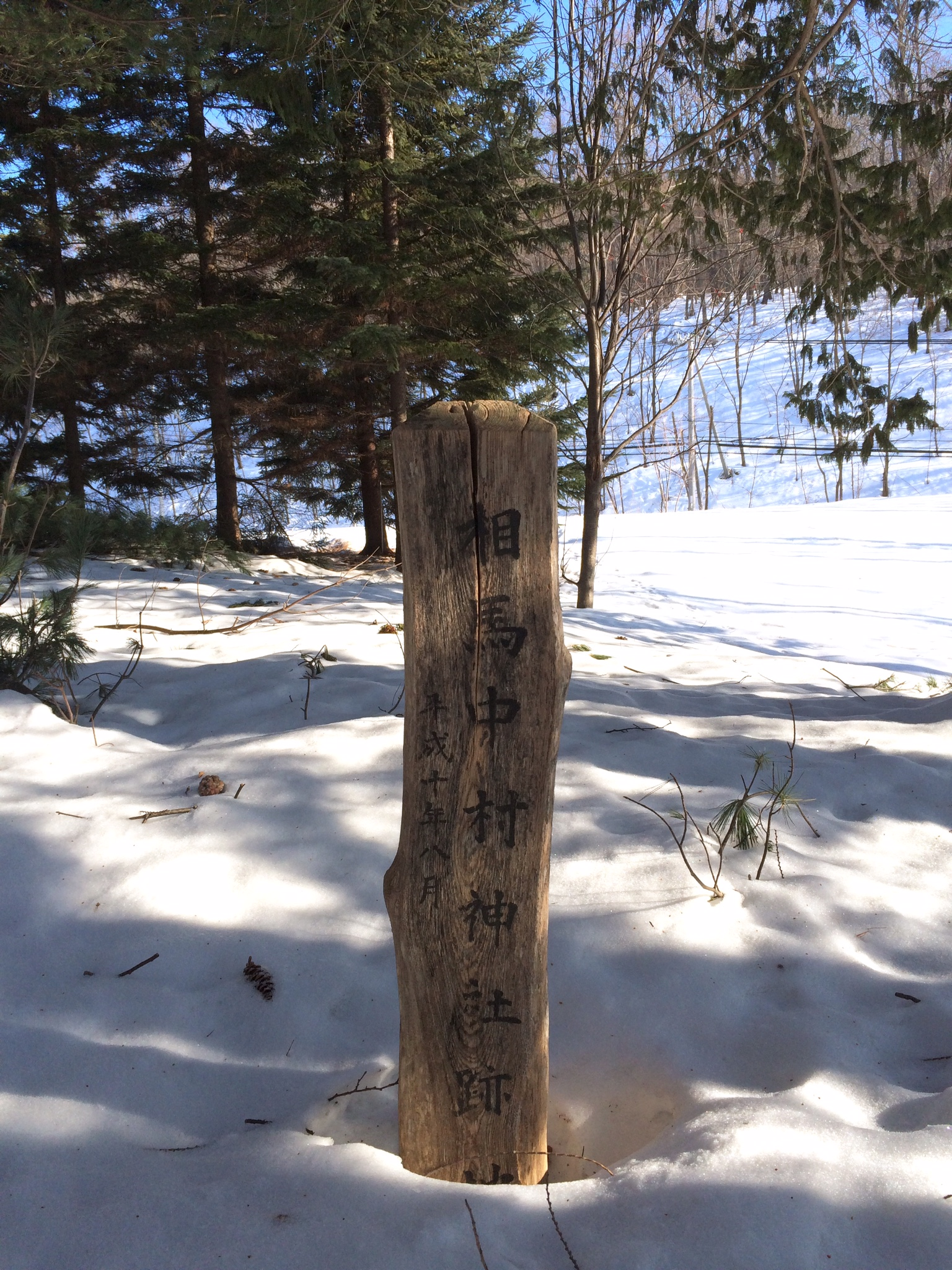
相馬中村神社跡地と記載のある柱

呼人神社（よびとじんじゃ）は、北海道網走市呼人に立地する神社。

## 概要
呼人神社は、当地に入植してきた人々により創設、維持され現在に至る。1998年（平成10年）相馬妙見神社を合祀した。

## 沿革
1914年、田中牧場の区画解放によって呼人の戸口が次第に増加した。呼人神社の起源は、嶋田庄太郎が発起人として、当時の入植者と神社建立の話し合いをしたことに始まる。田中清輔より呼人267番地に2反6畝24歩の神社敷地の寄付を受け、1915年12月、嶋田庄太郎を氏子総代として本殿1棟（間口4尺、奥行3尺）と鳥居1基を建立。網走町にある川向三吉神社の前田神主により伊勢皇大神宮・天照大御神の分霊を奉戴し、この地を神域として奉祀した。
1916年7月、青年団の奉仕により参道の改修と国道に沿って新たに大鳥居建立した。それ以来、祭典、神社行事等は青年団が実施することになった。
1929年9月、氏子総代為久善貞が神社の新築を提案、氏子一同と話し合い氏子150名の賛同を得、地域民に建築費の寄付を仰ぎ嶋田庄太郎の150円を筆頭に浄財2,360円を受け、神社の建築にかかり、呼人の大工棟梁斎藤才次郎により建立された。またその時、多くの神社備品が寄進奉納された。
1. 御神鏡台付 1組
2. 真榊用御神鏡 1面
3. 御神鈴 1振
4. 五色旗 2流
5. 鍔口鈴 1流
6. 拝殿幕 1枚
7. 太鼓 1個
8. 本殿幕 1枚
9. 三宝 8台
10. 御神灯 1対
11. 御神灯台 2組

1958年、氏子総代久守席司が、甚だしく腐朽した鳥居の改築と、急坂の参道に石段を新設することを思い立ち、関係者との数度にわたる会合を持ったが、費用が多額なため実施困難をきたした。しかし、為久善貞のほか数名の献身的な協力を得て多額の寄進を受け、コンクリートの大鳥居が建立され、さらに翌1959年、正面参道に123段の石段が完成した。請負は美幌の野口石材店で、工費は大鳥居40,000円、石段240,000円であった。そのほか、本殿、拝殿、演芸場のトタン葺き、手洗い場の掲示板、電灯引込線等を完備した。寄進総額は439,500円にのぼった。
神社建立以来神社財産として購入した敷地、建物等は歴代の総代あるいは区長等の共有の形で登記していたが、その共有者の転居、死亡等の度にする登記変更の手続きが繁雑であった。その煩雑さの解消のため、神社法人の設置を中沢敦司により提案され、1960年10月、法人組織としての認可がおり、全財産を神社法人呼人神社に登記替えをした。
1967年、呼人神社建立50年記念事業の一環として、総代嶋田佐吉郎の発意により神社境内の雑木を売却し、その財源によって本殿と拝殿の補修、全面トタン張りとする事に決まり、売却金137,000円にて完了した。
1995年4月、加々見国男、戸出正一が、永年役員として神社の経営強化に貢献した功績を讃え感謝状を贈呈された。
1998年5月、本殿基礎の改築工事並びに拝殿屋根ペンキ塗り作業が行われ、物置を新築した。
1998年8月、相馬妙見神社を本殿に合祀（遷座式）した（後述）。

### 年表
- 1914年（大正4年）12月20日 - 嶋田庄太郎を氏子総代として本殿1棟（間口4尺、奥行3尺）と鳥居1基を建立
- 1916年（大正6年）7月 - 青年団の奉仕により参道の改修と、国道に沿って新たに大鳥居建立
- 1919年（大正9年） - 中野栄松の寄付によるカラマツ100樹、トドマツ200樹を青年団の労力奉仕により神社敷地に植林
- 1920年（大正10年） - 神社敷地として9反8畝を氏子一同にて購入。嶋田佐吉郎、為久善貞両名の名義で登記する、同年、為久善貞を氏子総代として神社の整備を計画、青年団の奉仕により境内にサクラ100樹を植樹
- 1922年（大正12年） - 行啓記念として青年団によりトドマツ、サクラなど数10本を植樹
- 1929年（昭和4年）9月 - 神社建屋を建築
- 1939年（昭和14年） - 賽銭箱奉納
- 1954年（昭和29年） - 氏子出役にて神楽殿を建立
- 1958年（昭和33年） - コンクリートの大鳥居が寄進される
- 1959年（昭和34年） - 正面参道に123段の石段が完成。幟3間もの3対奉納。マツを植樹
- 1960年（昭和35年） - 神社法人呼人神社を設立
- 1967年（昭和42年） - 本殿と拝殿の補修、全面トタン張りに改築
- 1968年（昭和43年）3月 - 開道100年を記念してサクラ100樹を網走市立呼人中学校生徒の奉仕で境内に植樹
- 1968年（昭和43年）8月 - 幟竿30尺もの2本奉納。幟5間もの1対奉納
- 1994年（平成6年）4月 - 神社役員の奉仕により遊佐幸吉寄贈のアカエゾマツ50樹を神社境内に植樹
- 1995年（平成7年）4月 - 加々見国男、戸出正一に永年役員として神社の経営強化に貢献した功績を讃え感謝状贈呈
- 1998年（平成10年）5月 - 本殿基礎改築工事並びに拝殿屋根ペンキ塗り。物置新築
- 1998年（平成10年）8月 - 相馬妙見神社を本殿に合祀（遷座式）

## 祭日
1921年（大正11年）まで、「春の祭日」は、4月20日、「秋の祭日」は、9月20日であったが、1922年（大正12年）9月1日の呼人駅の開業を期して秋の祭日を9月1日、9月2日に変更した。しかし二百十日の時期で雨天が多く、後に9月20日に、さらに、1952年（昭和27年）より9月10日に改められた。今日では概ね8月初旬の土曜、日曜に行われている。

## 相馬妙見神社
1942年（昭和17年）頃から呼人湖畔道路左側の馬検所の上手に相馬妙見神社は祀られていて地域の人たちは馬頭さんと呼んでいた。
これは遊佐貢の裏に祀ってあった馬頭観世音やその他地区の馬頭さんを合せて建立したもので、鳥居1基、社殿は2間に1間半、高さは2間ほどだった。境内にはこの神社と呼人神社の神官として祭祀に奉仕した前田武吉翁の碑も建立されていた。
当時の祭日は春は4月12日、秋は10月12日で、祭典では奉納畜産品評会等も開催されていた。なおこの敷地は馬愛好家と厄年者9名が地区に寄贈したものである。
1998年（平成10年）相馬妙見神社は呼人神社に合祀された。

## 周辺施設
- JR北海道石北本線呼人駅
- 網走市立呼人小中学校
- 東京農業大学生物産業学部